# تيرينس كونيو
تيرينس تينيسون كونيو (1 نوفمبر 1907 - 3 يناير 1996) رسام إنجليزي اشتهر برسوماته للسكك الحديدية والخيول والأعمال العسكرية. اشتهر بلوحاته الخاصة بالموضوعات الهندسية ، وخاصة القاطرات والسكك الحديدية، كما كان الفنان الرسمي لتتويج الملكة إليزابيث الثانية عام 1953.